# CKY 3
CKY 3 är en amerikansk stuntfilm från 2001. Det är den tredje av hittills fyra filmer i serien.

## Handling
CKY 3 är en skateboardfilm med gänget från West Chester i USA. I filmen utför de olika trick, stunt och skämt. Till exempel slänger de ner en docka på en körande bils motorhuv från en bro, åker med full fart in i buskar med kundvagnar och så är det även en hel del skatande med bland andra Bam Margera.

## Om filmen
CKY 3 är en uppföljare till CKY Landspeed och CKY2K. Den följdes av CKY 4: Latest & Greatest.

## Rollista (i urval)
- Bam Margera
- Brandon Dicamillo
- Ryan Dunn
- Chris Raab
- Jess Margera
- Phil Margera
- Rake Yohn